# Priznavanje istospolnih partnerstev v Sloveniji
Slovenija priznava istospolna partnerstva od 23. julija 2006. Zakonodaja je prvotno istospolnim partnerjem priznala pravico do preživljanja in preživnine, pravico do pridobivanja skupnega premoženja in urejanja premoženjskih razmerij v okviru skupnosti, pravico do stanovanjskega varstva, pravico do dedovanja na deležu skupnega premoženja po umrlem partnerju in pravico do pridobivanja informacij o zdravstvenem stanju obolelega partnerja ter do obiskov v zdravstvenih ustanovah. Od 24. februarja 2017 so istospolni partnerji v pravicah izenačeni z raznospolnimi z izjemo pravice do sklenitve zakonske zveze, skupne posvojitve otrok in umetne oploditve.
Državni zbor RS je 3. marca 2015 sprejel zakon, ki je legaliziral istospolne zakonske zveze, vendar je bil zavrnjen na referendumu 20. decembra 2015.

## Partnerske zveze

### Zakon o registraciji istospolne partnerske skupnosti (2005)
Zakon o registraciji istospolne partnerske skupnosti, ki je uredil istospolne partnerske skupnosti, je bil sprejet 22. junija 2005. Zakon je registriranima partnerjema priznal pravico do preživljanja in do preživnine, pravico do pridobivanja premoženja in urejanja premoženjskih razmerij, pravico do stanovanjskega varstva, pravico do dedovanja skupnega premoženja in pravico do pridobivanja informacij o zdravstvenem stanju obolelega partnerja ter do obiskov v zdravstvenih ustanovah. Zakon je popolnoma ignoriral področje socialne varnosti (možnost socialnega, zdravstvenega in pokojninskega zavarovanja po partnerju), kar je bilo takrat bistvo podobnih zakonov v zahodni Evropi. Slovenska nacionalna stranka (SNS) je med sprejemanjem zakona nasprotovala kakršnemukoli priznanju istospolnih partnerstev. Opozicijski Socialni demokrati (SD) in Liberalna demokracija Slovenije (LDS) so bili prepričani, da je zakon nezadosten, zato se glasovanja niso udeležili in protestno zapustili dvorano. Zakon je bil sprejet s 44 glasovi za in 3 proti.
Obsežnejši zakon o istospolni partnerski zvezi je julija 2004 prestal prvo obravnavo v parlamentu, vendar je bil marca 2005 zavrnjen na drugi obravnavi. Zakon je predvideval izenačitev pravic istospolnih in raznospolnih parov z izjemo možnosti skupne posvojitve.
31. marca 2005 je takratna vlada predlagala Zakon o registraciji istospolne partnerske skupnosti. Sprejet je bil julija 2005, v veljavo pa je stopil 23. julija 2006.
Julija 2009 je Ustavno sodišče Republike Slovenije ugotovilo, da je 22. člen Zakona o registraciji istospolne partnerske skupnosti (ZRIPS) kršil pravico nediskriminacije iz 14. člena Ustave Republike Slovenije na podlagi spolne usmerjenosti, in zahtevalo, da zakonodajna oblast odpravi ugotovljene neskladnosti v roku šestih mesecev. Ministrica za notratnje zadeve, Katarina Kresal (LDS) je nato oznanila, da namerava vlada sprejeti nov zakon, ki bi legaliziral istospolno zakonsko zvezo. To je v javnosti sprožilo veliko prahu.

### Družinski zakonik (2011) in referendum
Ministrica za notranje zadeve, Katarina Kresal (LDS), je oznanila, da bo Slovenija zelo verjetno legalizirala istospolne zakonske zveze, pri čemer je izhajala iz določbe v koalicijski pogodbi o zagotavljanju enakih pravic za istospolne in raznospolne pare. To je v javnosti dvignilo veliko prahu, predvsem zaradi posvojitev s strani istospolnih parov.
21. septembra 2009 je vlada predstavila osnutek novega Družinskega zakonika, ki bi istospolnim parom omogočil sklenitev zakonske zveze in možnost posvojitve otrok. Zakon je bil v javni obravnavi do 1. novembra 2009. Decembra 2009 je vlada dodala še nekaj amandmajev, glasovanje o predlogu pa je bilo pričakovano v letu 2010. Vlada je 17. decembra 2009 odobrila Družinski zakonik. V državni zbor je bil posredovan 21. decembra 2009. Državni zbor je 2. marca 2010 zakonik sprejel na prvi obravnavi.
24. januarja 2011 je vlada izrazila namero spremeniti zakonik pred posredovanjem končne verzije v državni zbor. Amandmaji so bili potrebni zaradi sicer oteženega sprejemanja zakonika. Zakonska zveza bi bila definirana kot skupnost moškega in ženske, registrirani istospolni pari pa bi imeli vse pravice zakonske zveze, razen skupne posvojitve.
7. aprila je odbor za delo potrdil kompromisni predlog na drugi obravnavi in ga poslal v tretjo obravnavo. Zakon je bil sprejet 16. junija 2011.
Civilna iniciativa za družine in pravice otrok pod vodstvom Aleša Primca je s pomočjo RKC zbrala in vložila podpise za referendum o Družinskem zakoniku. Svojo pobudo so utemeljevali na lažeh in zavajanju, kar so dosegli s pomočjo cerkvenih pridigarjev. Trdili so namreč, da zakon omogoča nadomestno materinstvo, umetne oploditve za istospolne pare in skupne posvojitve otrok v istospolne partnerske skupnosti. Vlada je na Ustavno sodišče RS vložila zahtevo za oceno ustavnosti takšnega referenduma. Sodišče je 26. decembra 2011 odločilo, da je referendum ustaven. Referendum je potekal 25. marca 2012. Zakon je bil zavrnjen, proti je glasovalo 54,55 % volivcev.

### Zakon o partnerski skupnosti (2014)
Ministrstvo za delo, družino, socialne zadeve in enake možnosti je 14. aprila 2014 predstavilo zakon, ki bi pravice istospolnih partnerjev izenačil s pravicami raznospolnih parov z izjemo posvojitev in umetnih oploditev. Zakon je bil v javni obravnavi do 5. maja 2014. Usoda zakona je bila zaradi predčasnih volitev, 13. julija 2014, po odstopu premierke Alenke Bratušek, negotova. Ministrstvo je 15. oktobra 2014 pripravilo novo javno obravnavo, ki je trajala do 15. novembra. Januarja 2015 je ministrica Anja Kopač Mrak dejala, da je zakon umaknjen iz obravnave, ker je bil vložen drug zakon o legalizaciji istospolne zakonske zveze.

### Zakon o partnerski zvezi (2016)
Po referendumu 20. decembra 2015, ki je preprečil legalizacijo istospolne zakonske zveze (glej spodaj), je nepovezani poslanec Jani Möderndorfer 22. decembra 2015 predstavil zakon, ki bi partnerjem v istospolni partnerski zvezi podelil enake pravice, kot veljajo v zakonski zvezi, z izjemo posvojitev in umetnih oploditev.. 10. marca 2016 je vlada izrazila podporo zakonu. Zakon je bil 5. aprila na seji Odbora za delo, družino, socialne zadeve in invalide potrjen. Državni zbor ga je sprejel 21. aprila s 54 glasovi za in 15 proti. Državni svet ni zahteval ponovnega glasovanja.
28. aprila je Sindikat delavcev migrantov Slovenije (SDMS) zahteval začetek zbiranja podpisov za referendum. Predsednik državnega zbora Milan Brglez je 5. maja zavrnil razpis 30-dnevnega roka za zbiranje podpisov, potrebnih za razpis referenduma, saj naj bi ta zahteva in še zahteve za nekaj drugih zakonov predstavljale zlorabo pravice do referenduma. Naslednji dan je zakon poslal v razglasitev. Predsednik Borut Pahor je 9. maja 2016 zakon razglasil in objavil v Uradnem listu. Zakon je začel veljati 15. dan po objavi (24. maj 2016), uporabljati pa se je začel čez 9 mesecev (24. februar 2017).
SDMD je 10. maja vložil pritožbo glede Brglezove odločitve na Ustavno sodišče. Sodišče je pritožbo 21. julija 2016 zavrglo.

## Istospolna zakonska zveza

### Zakon o spremembah in dopolnitvah Zakona o zakonski zvezi in družinskih razmerjih
15. decembra 2014 je opozicijska stranka Združena levica (ZL) predstavila zakon, ki bi legaliziral istospolno zakonsko zvezo. Predlagatelji zakona so trdili, da je cilj tega zakona zagotoviti enake pravice vsem državljanom. Trdili so, da bi zakon razširil ustavno zagotovljene pravice na vse skupine državljanov. Ustava namreč vsem državljanom zagotavlja enake pravice, vendar so bile do zdaj istospolni partnerji iz te enakosti izključeni.
29. januarja 2015 je vlada sporočila, da zakonu ne nasprotuje. Dve izmed treh koalicijskih strank, SMC in SD, sta zakon podprli. Enako sta storili tudi opozicijski stranki ZL in ZaAB. Tretja koalicijska stranka DeSUS je sporočila, da bodo njihovi člani glasovali po lastni vesti. Zakonu sta nasprotovali samo SDS in NSi.
10. februarja je Odbor za delo, družino, socialne zadeve in invalide na drugem branju odobril zakon z 11 glasovi za in 2 proti.
Državni zbor je zakon sprejel 3. marca z 51 glasovi za in 28 proti. Državni svet je 10. marca 2015 zavrnil zahtevo za ponovno glasovanje o zakonu s 23 glasovi za in 14 proti. Zakon je bil poslan predsedniku v razglasitev.
10. marca 2015 so nasprotniki zakona povedali, da so zbrali več kot 80.000 podpisov za razpis referenduma. Vložili so jih 2.500, kot je zahtevano za razpis zakonodajnega referenduma.
17. marca 2015 je vodja poslanske skupine SMC dejal, da čeprav stranka podpira spremembo zakona, ne bo preprečila referenduma. Združena levica je to izjavo ostro kritizirala.  Poslanci SMC so 19. marca pojasnili, da nasprotujejo zgolj preprečitvi zbiranja podpisov, in da bodo referendum zavrnili, ko bodo podpisi vloženi.
23. marca 2015 je začel teči 35-dnevni rok, v katerem morajo pobudniki referenduma zbrati 40.000 veljavnih podpisov. Istega dne je skupina 23 poslancev SD, DeSUS, ZL in ZaAB zahtevalo sklic izredne seje za glasovanje o zaustavitvi zbiranja podpisov. Državni zbor je 26. marca s 53 glasovi za in 21 proti ustavil zbiranje podpisov, ker Ustava prepoveduje razpis referenduma o zakonih, ki odpravljajo neustavnost na področju človekovih pravic in temeljnih svoboščin.
Predlagatelji referenduma so sporočili, da so zbrali že 48.146 podpisov, in da bodo vložili pritožbo na Ustavno sodišče, kar so 2. aprila tudi storili.

### Pritožba na Ustavno sodišče
Sodišče je imelo možnost razglasitve referenduma za neustavnega, saj 90. člen Ustave RS prepoveduje referendum na področju ustavno zaščitenih človekovih pravic. Referendum je v Sloveniji uspešen, če proti zakonu glasuje večina volivcev, in če je proti glasovalo vsaj 20 % volilnih upravičencev.
Ustavno sodišče je o pritožbi odločalo na 4 sejah: 10. junij, 9. julij, 10. september in 24. september. Oktobra 2015, se je ljubljanski nadškof Stanislav Zore politično vmešal in izrazil svojo podporo referendumu.
Ustavno sodišče je 22. oktobra 2015 uradno objavilo svojo odločitev, da je referendum dovoljen. Vendar odločitev ni temeljila na 90. členu Ustave, saj sodišče sploh ni odločalo vsebinsko. Odločalo je zgolj o tem, ali je Državni zbor pristojen za odločanje o ustavnosti referenduma.

### Referendum
4. novembra 2015 je Državni zbor za datum izvedbe referenduma določil 20. decembra 2015. Zakon je bil na referendumu zavrnjen, saj je večina volivcev glasovala proti, dosežen pa je bil tudi kvorum, saj je proti glasovalo tudi 20% volilnih upravičencev.

### Posvojitve s strani istospolnih parov
Vrhovno sodišče je 3. marca 2010 odločilo o primeru posvojitve otroka s strani istospolnega para. Moška z dvojnim državljanstvom (Slovenskim in Ameriškim) sta v ZDA posvojila deklico, sodišče pa ju je kot dekličina starša priznalo tudi v Sloveniji.
17. julija 2011 je Ministrstvo za delo, družino, socialne zadeve in enake možnosti dovolilo ženski posvojiti biološkega otroka svoje partnerice, na podlagi ZZZDR iz leta 1976. To je povzročilo možnost, da so take posvojitve možne, kljub zavrnjenemu Družinskemu zakonika iz leta 2011.

### Ocena ustavnosti Zakona o partnerski zvezi in Družinskega zakonika
Na Ustavno sodišče je bila 23. marca 2018 vložena pobuda za oceno ustavnosti Zakona o partnerski zvezi. Sodišče je 9. oktobra 2019 odločalo o tej zadevi, in sicer o vprašanju posvojitve s strani istospolnega para. Na isti seji je sodišče odločalo tudi o skladnosti Družinskega zakonika z Ustavo. V tem primeru pa gre za primerjavo med Zakonom o partnerski zvezi in Družinskim zakonikom, in sicer o vprašanju definicije zakonske zveze. Ta pobuda pa je bila na Ustavno sodišče vložena 25. aprila 2018. Odločitev sodišča o teh dveh zadevah še ni znana.
Zagovornik načela enakosti je 5. decembra 2020 v izjavi za javnosti sporočil, da je pripravil zahtevo za oceno ustavnosti trenutne ureditve, ki po njegovem mnenju diskriminira istospolne pare tako po spolni usmerjenosti kot tudi po spolu partnerjev. Ustavnemu sodišču je predlagal prednostno obravnavo zadeve.

## Javno mnenje
Anketa, ki jo je Eurobarometer objavil decembra 2006, je pokazala, da je 31% Slovencev podpiralo istospolne poroke, pravico do posvojitve pa 17% (Povprečje EU je bilo 44% in 33%).
Anketa izvedena oktobra 2009 je pokazala, da 23% vprašanih podpira posvojitve otrok s strani istospolnih parov, 74% vprašanih pa temu nasprotuje.
Anketa, ki ji je izvedel Delo Stik v februarju 2015, je pokazala, da 59% Slovencev podpira istospolne poroke, 37% pa jih je proti. Eno izmed vprašanj je bilo tudi glede podpore noveli ZZZDR, ki jo je podpiralo 51% Slovencev, proti pa je bilo 42%. Anketa je pokazala tudi, da 38% vprašanih podpira posvojitev s strani istospolnega para, 55% pa ji nasprotuje.
Anketo je marca 2015 izvedla tudi Ninamedia. Rezultati so pokazali, da 42% vprašanih podpira novi zakon, nasprotuje pa mu 54%. Največja podpora je bila med mlajšimi od 30 let in na Primorskem.
Delova anketa iz marca 2015 je pokazala, da večina vprašanih meni, da Ustavno sodišče ne bi smelo dovoliti referenduma o noveli ZZZDR. Od tistih, ki so odgovorili, da bi se referenduma udeležili, jih je 36% odgovorilo, da bi zakon podprli, 50% pa je odgovorilo, da bi glasovali proti.
Anketa Eurobarometra iz leta 2015 je pokazala, da 54% Slovencev meni, da bi morale biti istospolne poroke dovoljene po celi Evropi, 40% pa je bilo proti.